# Башкеевы
Башкеевы — русский дворянский род.
В 1503 году Василий Башкеев, как видно из грамоты, пожалованной Иваном Великим сыну его князю Юрию Иоанновичу на владение Дмитровым и Рузой, владел в тех местах деревнями Круглой, Кляпиковой и Макаровской.
В 1699 году только один представитель рода Башкеевых значится в числе владельцев населённых имений в Российской империи.